# Comuna de Gołcza
Gołcza (polaco: Gmina Gołcza) é uma gminy (comuna) na Polónia, na voivodia de Pequena Polónia e no condado de Miechowski. A sede do condado é a cidade de Gołcza.
De acordo com os censos de 2006, a comuna tem 6476 habitantes, com uma densidade 70 hab/km².

## Área
Estende-se por uma área de 90,27 km², incluindo:
- área agricola: 87%
- área florestal: 7%

## Demografia
Dados de 30 de Junho 2004:
|                      | Total   | Total | Mulheres | Mulheres | Homens  | Homens |
| -------------------- | ------- | ----- | -------- | -------- | ------- | ------ |
|                      | pessoas | %     | pessoas  | %        | pessoas | %      |
| População            | 6323    | 100   | 3152     | 49,8     | 3171    | 50,2   |
| Densidade (pop./km²) | 70      | 100   | 34,9     | 34,9     | 35,1    | 35,1   |

De acordo com dados de 2002, o rendimento médio per capita ascendia a 1150,56 zł.

## Subdivisões
- Adamowice, Buk, Chobędza, Cieplice, Czaple Małe, Czaple Wielkie, Gołcza, Kamienica, Krępa, Laski Dworskie, Maków, Mostek, Przybysławice, Rzeżuśnia, Szreniawa, Trzebienice, Ulina Mała, Ulina Wielka, Wielkanoc, Wysocice, Zawadka, Żarnowica.

## Comunas vizinhas
- Charsznica, Iwanowice, Miechów, Skała, Słomniki, Trzyciąż, Wolbrom